# Josef Bílek
Josef Bílek (* listopad 1945 Praha-Žižkov) je český komunální politik, ex-předseda Konzervativní strany (od 2013 do 2016). V minulosti byl členem britské Conservative party i členem české ODS (1997–1999). Je držitelem dvojího občanství (českého a britského). Má čtyři děti, z nichž nejmladší syn (* 1979) žije v ČR.

## Životopis
Narodil se v listopadu 1945 v Praze na Žižkově. Zde vystudoval základní školu i gymnázium (tehdy SVVŠ), po jehož skončení se pokusil dostat ke studiu na Univerzitě Karlově (1964), ale byl z kádrových důvodů odmítnut i přes úspěšný přijímací pohovor. Šel proto studovat na Vysokou školu zemědělskou do Českých Budějovic. Po roce se mu však již podařilo dostat zpět do Prahy ke studiu sociologie a filosofie na Filozofické fakultě Univerzity Karlovy. Zde byl činný i v rámci studentských protestů v roce 1967 a obrodného hnutí, které vedlo na jaře 1968 k odtržení od Československého svazu mládeže.
Po okupaci Československa vojsky Varšavské smlouvy v srpnu 1968 emigroval do Velké Británie, kde se začal živit jako programátor, vystudoval Systémovou analýzu v Bristolu a postupně pracoval pro několik elektronických a počítačových firem (Philips, IBM) jak ve Velké Británii, tak i dalších zemích (Rakousko, Nizozemsko, Německo). V Anglii se oženil a založil rodinu. Ve volném čase se zajímal o společenské dění a stal se členem Conservative party. Zájem o politický konzervativismus jej neopustil ani po návratu do vlasti v roce 1994. Nejdříve byl členem politické konzervativní platformy v rámci ODS (1997–1999), následně se přiklonil roku 2002 k osamostatněné Konzervativní straně, kde se stal členem poradního týmu Benjamina Kurase. Postupně prošel několika funkcemi, až byl v květnu 2013 na sjezdu strany zvolen předsedou strany. Na podzim 2016 na funkci rezignoval, od ledna 2017 je nestraníkem a věnuje se občanskému aktivismu. Je jedním ze zakládajících členů Pražského Majdanu (2014). V polovině roku 2015 založil East European Information Centre, z.s. (EEIC), jehož je předsedou.